# Роговский, Николай Михайлович
Николай Михайлович Роговский (27 ноября [9 декабря] 1897, Могилёв — 10 сентября 1937, Москва) — советский военный деятель, учёный-артиллерист. Комдив (1935).

## Биография
Родился в семье народного учителя, в Могилёве. По другим сведениям родился в селе Ничипоровичи Горецкого уезда Могилёвской губернии.
В 1916 году окончил Могилёвскую гимназию и поступил на службу вольноопределяющимся в 6-й запасный артиллерийский дивизион. В дивизионе окончил учебную команду, после чего был отправлен на фронт.
Участвовал в Первой мировой войны. В июле 1917 года заболел тифом и был отправлен для излечения в отпуск. Последнее звание в царской армии — рядовой.
С февраля по май 1918 года — служил помощником комиссара милиции Лукьяновского района Киева.
В мае 1919 года добровольно вступил в ряды Красной армии. Участвовал в Гражданской войне.
Начинал службу на должности старшего разведчика 2-й запасной батареи Киевской крепости.
В 1919 году окончил командные курсы артиллерии при управлении формирований 12-й армии. После проходил службу на должностях командира взвода, помощника командира и командира батареи 1-го легкого артиллерийского дивизиона, командира 3-го артиллерийского дивизиона 60-й стрелковой дивизии.
С сентября 1920 года — командир 2-го артиллерийского дивизиона 47-й стрелковой дивизии.
1921—1922 — командир 134-го легкого артиллерийского дивизиона 45-й стрелковой дивизии, слушатель Высшей артиллерийской школы. По окончании школы проходил службу помощником начальника артиллерии 5-го стрелкового корпуса. Участвовал в борьбе с бандитизмом на Украине.
1923—1924 — начальник артиллерии 5-го стрелкового корпуса.
1924—1927 — слушатель основного факультета Военной академии имени М. В. Фрунзе. После обучения в академии поставлен на должность помощника начальника штаба 1-го стрелкового корпуса.
Ноябрь 1927 — март 1927 — постоянный член 1-й секции Артиллерийского комитета Артиллерийского управления РККА.
Март 1928 — ноябрь 1929 — начальник 2-го, затем 4-го отделов 2-го Управления Штаба РККА.
Ноябрь 1929 — ноябрь 1931 — председатель Артиллерийского комитета Артиллерийского управления РККА
Ноябрь 1931 — декабрь 1935 — Инспектор Артиллерии РККА и одновременно председатель Научно-технического комитета Артиллерийского управления РККА.
20 ноября 1935 года Роговоскому было присвоено воинское звание комдив.
Декабрь 1935 — июнь 1937 — Начальник Артиллерии РККА. Член Военного совета при Народном комиссаре обороны СССР.
5 июня 1937 года комдив Роговский был арестован.
10 сентября 1937 года Военная коллегия Верховного суда СССР вынесла обвинение Николаю Роговскому в участии в военном заговоре и приговорила к расстрелу. Приговор был исполнен в тот же день.
7 апреля 1956 года Н. М. Роговский был посмертно реабилитирован Военной коллегией Верховного суда.